# Божидар Вукович
Божидар Вукович (на сръбски: Божидар Вуковић или Božidar Vuković) е сръбски издател, работил във Венеция.
Роден е след 1460 година в Подгорица в православно семейство на търговци, венециански поданици, като родът му може би произлиза от района на Шкодра. По-късно той пише за себе си, че е от Подгорица „в македонската област“ („у пределима маћедонским“), изглежда за да придаде важност на произхода си, свързвайки го с Древна Македония. По-късно синът му дори го представя за потомък на Константин Велики. След завладяването на Зета от османците той се преселва във Венеция, където се занимава с търговия. Към 1519 година създава печатница, една от първите с кирилски шрифтове, и през следващите години издава редица богослужебни книги на църковнославянски, които се разпространяват из Балканския полуостров.
Божидар Вукович умира около 1539 година. Печатницата му е наследена от неговия син Винченцо Вукович, който продължава издателската дейност.